# Yūta Sasaki
Yūta Sasaki (japanisch 佐々木 祐太 Sasaki Yūta; * 10. Februar 1996 in der Präfektur Chiba) ist ein ehemaliger japanischer Fußballspieler.

## Karriere
Sasaki erlernte das Fußballspielen in der Schulmannschaft der Narashino Municipal High School und ging von dort 2014 zum Independiente FBC nach Paraguay. Ein Jahr später wechselte er nach Deutschland und spielte für die beiden Vereine VfR Mannheim sowie den 1. FC Bruchsal. Die Saison 2016 verbrachte er in seiner Heimat bei Vertfee Yaita, bevor Sasaki drei Jahre in Irland für Dublin Bus SC, Cherry Orchard FC und den Cabinteely FC spielte. Dann folgte Iwate Grulla Morioka, mit dem er 2021 die Vizemeisterschaft und den Aufstieg in die zweite Liga feierte. Am 1. Februar 2022 beendete Yūta Sasaki dann seine Karriere als Fußballspieler.

## Erfolge
Iwate Grulla Morioka
- J3 League: 2021 (Vizemeister)  ▲